# Rispelerhelmt
Die Siedlung Rispelerhelmt erstreckt sich an einer langen Nebenstraße von Rispel nach Wiesedermeer auf dem Gebiet der Stadt Wittmund. Die Reihensiedlung entstand ab 1796 auf ehemaligem Heidegebiet. Der Ortsname ist eine Zusammensetzung von Rispel, was als niedriger Bruchwald gedeutet wird, sowie -helmt, was Seitenweg bedeuten könnte.